# Idaea fathmaria
Idaea fathmaria är en fjärilsart som beskrevs av Charles Oberthür 1876. Idaea fathmaria ingår i släktet Idaea och familjen mätare. Inga underarter finns listade i Catalogue of Life.